# Time code
Time code is het tweede studioalbum van You. You was al aan het uiteenvallen toen het album werd opgenomen. Het album werd alleen afgerond door Meskes en Hanten. Zij namen het op in de eigen geluidsstudio en daarna werd er even geen tijd aan het album besteed. Pas in februari 1983 werd het album gemixt en wel in de MTK Studio van Bardo Kox, die zich later als geluidstechnicus aansloot bij Karlheinz Stockhausen. De muziek klinkt voor elektronische muziek uit de jaren ‘80 eenvoudig van opzet. Bands als Tangerine Dream en Orchestral Manoeuvres in the Dark waren al veel verder.  Het gehele album werd desalniettemin uitgebreid in beeld gebracht door de WDR in september 1983. Dat heeft er wellicht toe bijgedragen, dat muziek van het album later terug te vinden was in bewerkingen van (modernere) musici als Gigi d'Agostino (track Elektro message), Claudio Diva, Julian DJ en David Sonar (Live line).
In 2011 verscheen bij het kleine platenlabel Bureau B, gespecialiseerd in elektronische muziek, de compact discversie.

## Musici
- Udo Hanten, Albin Meskes – synthesizers (Memorymoog, Prophet-3, Prophet-10, Spacemaster Modular System, Minimoog, Micromoog, Moog Model 1.5, Novatron 400, ARP Sequencer, Sapcemaster Digital Sequencer, Digital Event Generator, SRV 66 Vocoder en de Roland TR-606 voor elektronisch slagwerk)
- Helmut Brücker – geluidseffecten (1, 4, 8)
- Ulrich Weber – gitaar (8)

## Muziek
Alle stukken van Hanten/Meskes

| Nr. | Titel                                 | Duur |
| --- | ------------------------------------- | ---- |
| 1.  | Time code                             | 3:15 |
| 2.  | Future/past                           | 5:11 |
| 3.  | 20/1/28                               | 6:22 |
| 4.  | Deep range                            | 3:09 |
| 5.  | Taurus fantasia                       | 2:32 |
| 6.  | Metallique                            | 3:39 |
| 7.  | Live line                             | 9:02 |
| 8.  | Bluewater dream                       | 2:10 |
| 9.  | Mission possible                      | 5:22 |
| 10. | Controlled demolition (bonustrack cd) | 4:09 |
| 11. | Zone black (bonustrack cd)            | 6:05 |